# Rodrigo García (dramaturg)
Rodrigo García (ur. 1964 w Buenos Aires, Argentyna) – hiszpańskojęzyczny dramatopisarz, reżyser teatralny, aktor, scenograf i artysta wizualny. 

## Życiorys
Dzieciństwo i młodość spędził w Buenos Aires w Argentynie, a w wieku 22 lat przeprowadził się do Madrytu. Obecnie mieszka w Asturii. W młodości pracował jako sprzedawca w warzywniaku, rzeźnik, kurier i dziennikarz. Te doświadczenia wpłynęły na charakter jego twórczości. W 1989 roku założył teatr La Carnicería (rzeźnia), którego nazwa z jednej strony nawiązuje do sklepu mięsnego ojca, z drugiej odzwierciedla jego własną postawę artystyczną, zgodnie z którą krytykuje żądne krwi i ciała współczesne społeczeństwo.

## Twórczość

### Teatr
García łączy w teatrze różne dziedziny życia i sztuki np. sztuki plastyczne z gastronomią i boksem. Proponuje nową estetykę - teatr jako akcję społeczną, teatr bez niuansów, wprost krytykujący materializm, alienację człowieka w społeczeństwie konsumpcyjnym. Autor powołuje się przy tym na różne źródła: Quevedo, Becketta, Bernharda, Buñuela czy Goyę. Inspiracje czerpie też z ulic, na których się wychował. 
Swoje przedstawienia wystawiał m.in. w Teatro Pradillo w Madrycie, Théâtre National de Bretagne, na Festiwalu w Awinionie, Biennale w Wenecji oraz w ramach Festival d’Automne w Paryżu. Jego twórczość prezentowana była w Afryce, Ameryce Łacińskiej, Europie, Ameryce Północnej i w Azji. W 2011 roku zadebiutował w hiszpańskim Narodowym Centrum Dramatycznym, wystawiając spektakl inspirowany Biblią. W Polsce pokazywał swoje spektakle dwukrotnie. Po raz pierwszy w 2009 roku podczas festiwalu „Świat miejscem prawdy” we Wrocławiu, przy okazji wręczenia Europejskiej Nagrody Teatralnej. Publiczność obejrzała przedstawienie Wypadki: zabić żeby zjeść oraz Zasypcie moimi popiołami myszkę Miki. Kilka miesięcy później na zaproszenie Nowego Teatru w Warszawie García pokazał spektakl Versus. W 2012 roku na Festiwalu Sacrum Profanum odbyła się premiera wokalno-instrumentalnego projektu Król Lear z muzyką Pawła Mykietyna i librettem Piotra Gruszczyńskiego na podstawie tekstu Rodrigo Garcíi oraz szekspirowskiego Króla Leara.
W 2014 roku Rodrigo García był kuratorem idiomu: Ameryka Łacińska. Mieszańcy / Mestizo podczas Malta Festival Poznań.

### Dramat
Do jego najbardziej znanych tekstów należą: Versus (2008), En algún momento de la vida deberías plantearte seriamente dejar de hacer el ridículo (Pewnego dnia musisz poważnie się zastanowić, czy nie przestać wystawiać się na pośmiewisko, 2007), Aproximación a la idea de la desconfianza (Przybliżenie idei nieufności, 2006), Prefiero que me quite el sueo Goya a que lo haga cualquier hijo de puta (Wolę, żeby spędził mi sen z powiek Goya niż pierwszy lepszy skurwysyn, 2004), Agamenon (Agamemnon, 2003), La historia de Ronald el payaso de McDonalds (Historia Ronalda, pajaca z McDonalda, 2002), Compré una pala en IKEA para cavar mi tumba (Kupiłem w IKEI łopatę, żeby wykopać sobie grób, 2002).
W 2010 roku nakładem krakowskiego wydawnictwa Panga Pank i Nowego Teatru ukazał się zbiór tekstów Rodrigo Garcíi w tłumaczeniu Agnieszki Stachurskiej: Versus, After Sun oraz Rozsypcie moje prochy w Eurodisneylandzie.
Wystawiona w 2011 roku w Tuluzie oraz w Paryżu sztuka Golgota Picnic wywołała gwałtowne protesty francuskich katolików. Próba wystawienia sztuki w Polsce w 2014 roku wywołała również falę protestów.

### Polskie realizacje dramatów Garcii
- 24 posty na fejsie na podstawie Rozsypcie moje prochy w Eurodisnaylandzie, reż. Jarosław Tochowicz, Śródmiejski Ośrodek Kultury w Krakowie, 2011 r.
- Versus, reż. Szymon Kaczmarek, Teatr im. Wojciecha Bogusławskiego w Kaliszu, 2013 rok.

## Nagrody
W 2009 roku Rodrigo García został uhonorowany Europejską Nagrodą "Nowe Rzeczywistości Teatralne" przyznawaną artystom, którzy wytyczają nowe szlaki refleksji i ekspresji we współczesnym teatrze.